# Marie Anne Doublet

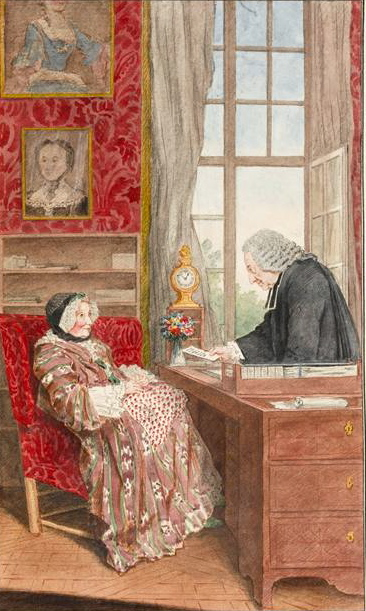
Louis Carmontelle: Marie-Anne Doublet und ihr Bruder, der Abbé Legendre

Marie Anne Doublet, genannt Doublet de Persan (* 23. August 1677 in Paris; † 1771 ebenda), war eine französische Literatin und Salonnière.
In ihrem Salon im Couvent des Filles-Saint-Thomas, in dem sie von 1732 bis zu ihrem Tod 1771 wohnte, trafen sich Literaten, Gelehrte, Künstler, Journalisten und Mitglieder der Académie. Mme  Doublets Salon hielt Distanz zu der Philosophen-Clique um Diderot und den Baron Holbach, sympathisierte mit den Jansenisten und unterstützte das Parlement de Paris in seinem Widerstand gegen die Justiz- und Verwaltungsreformen von Maupeou. Als Spiritus rector des Salons fungierte Louis Petit de Bachaumont.

## Leben
Marie Anne Doublet wurde als drittes Kind von Marguerite le Roux und François Legendre in Paris geboren. Sie erhielt eine gute Erziehung, war interessiert an den Wissenschaften und Künsten, und sie war eine geschickte Pastellzeichnerin.
1698 wurde sie an Louis Doublet verheiratet. Doublet war Sekretär (secrétaire des commandements) und intendant de commerce des Regenten.
Das Paar hatte mindestens drei Kinder, zwei Töchter und den Sohn Louis Doublet, Sgr de Breuilpont.
1716 bezog das Paar eine Wohnung in der Nachbarschaft des Klosters der Filles de Saint-Thomas. Das Kloster wurde nach der Französischen Revolution niedergelegt, an seiner Stelle befindet sich heute das klassizistische Palais Brongniart.
Die Doublets führten einen geselligen Haushalt. Zu den Gästen des Hauses gehörten u. a. der Conte Caylus, Nicolas Fréret, Mirabaud, Foncemagne, Helvétius, Marivaux und der junge Bachaumant, mit dem sie bis zu seinem Tod eng befreundet blieb.
Nach dem Tod Louis Doublets, der sie in soliden finanziellen Verhältnissen zurückließ, zog sie in eine Wohnung im Couvent des Filles-Saint-Thomas um, die sie bis zu ihrem Tod nicht mehr verlassen sollte. Auch Bachaumont hatte seine Wohnung im Kloster.
Louis Petit de Bachaumont war als Enkel des Leibarztes des Dauphin am Hof in Versailles erzogen worden. Ihre Beziehungen zum Hof waren exzellent und sicherten ihr und ihrem Salon eine privilegierte Stellung und eine gewisse Sicherheit vor Maßnahmen der damals allmächtigen Zensur. Trotzdem stand ihr Salon, der mit der Opposition und dem Parlement de Paris sympathisierte, immer unter polizeilicher Beobachtung, und mehrere der Teilnehmer kamen in den Genuss mehr oder weniger langer Aufenthalte in der Bastille.
Marie Anne Doublet starb hochbetagt im Alter von 95 Jahren, knapp einen Monat nach Bachaumont.

## Der Salon:La Paroisse
Die Mitglieder trafen sich von 1731 bis 1771 jeden Samstag in der Wohnung Marie Anne Doublets. Ihre Dienerschaft bereitete zwei Tagebücher vor: In das eine wurden die neuesten Nachrichten eingetragen, in das zweite die aktuellen Klatschgeschichten. Jeder Ankömmling las die Texte durch und ergänzte sie nach dem eigenen Kenntnisstand. Anschließend fand eine gemeinsame Mahlzeit statt, bei der die Neuigkeiten diskutiert und über Aktuelles aus Kunst und Literatur gesprochen wurde. Schließlich wurden die Neuigkeiten in die sogenannten Nouvelles à la main komprimiert, von der Dienerschaft mit der Hand abgeschrieben und an Pariser Abonnenten und in die Provinz verschickt zum Abonnementspreis zwischen 6 und 12 livres.
Die Nouvelles, in denen sich außer den in der offiziellen Presse verbreiteten Informationen vor allem Nachrichten über Intrigen und die Hintergründe politischer Scharmützel am Hof sowie der neueste Klatsch über die privaten Angelegenheiten der politischen Akteure und der Protagonisten der kulturellen Szene finden, wurden so an der Polizei und der Zensur vorbeigeschleust. Sie enthielten außerdem Kommentare zu neuen Büchern, die nicht verkauft werden durften, weil sie der Zensur zum Opfer gefallen waren, sowie Informationen zu Werken bildender Künstler, zum Kunstmarkt und zum Theater.
Geleitet wurden die Versammlungen der Paroisse (franz. „Pfarrei, Gemeinde“), so nannte man sich wohl in Anlehnung an den klösterlichen Ort, an dem man tagte, von der sogenannten Sainte Trinité („heilige Dreifaltigkeit“). Diese bestand aus Bachaumont, Mme Doucet und ihrem Bruder, dem Abbé Legendre, einem conseiller de grand’chambre.
Unter den intellektuellen Habitués ihres Salons waren der Historiker, Antiquar und Mitglied der Akademie Sainte-Palaye, der Staatsminister und Siegelbewahrer Chauvelin, der Abbé de Voisenon (1708–1775), seinerseits Schriftsteller und Akademiemitglied, der Dichter Alexis Piron, Pidansat de Mariobert (1727–1779), Anwalt, Dauergast im Café Procope und zeitweilig königlicher Zensor oder Boyer d’Éguilles (1708–1783), der sie in seinen Briefen mit großer Wertschätzung erwähnt. Durey de Meinières (1705–1785) war Präsident der Zweiten Kammer des Parlaments, leitete bei Bachaumonts Abwesenheit die Sitzungen, Mouffle d’Angerville (1728–1795) war Jurist und saß zweimal wegen seiner Schriften in der Bastille. Auch der zwielichtige Chevalier de La Morlière war hier Gast.